# 陈崇枢
陈崇枢（1932年8月—2019年11月2日），安徽霍邱县人，中国热能工程专家、哈尔滨工业大学能源科学与工程学院原热能工程教研室主任。

## 生平
1932年8月出生于安徽霍邱县，1949年9月考入哈尔滨工业大学机械系，1956年7月毕业，1955年留校任教，历任哈尔滨工业大学动力工程系锅炉教研室助教、讲师、副教授、教授。先后获国家物资局科技进步一等奖、国家科委科技进步三等奖、航天部科技进步三等奖等。享受国务院政府特殊津贴。
2019年11月2日7时30分因病情恶化，医治无效，在哈尔滨医科大学附属第一医院去世，享年87岁。